# Loubens (Ariège)
Loubens è un comune francese di 263 abitanti situato nel dipartimento dell'Ariège nella regione dell'Occitania.

## Società

### Evoluzione demografica
Abitanti censiti